# Santa Rita (Montana)
Santa Rita – jednostka osadnicza w Stanach Zjednoczonych, w stanie Montana, w hrabstwie Glacier.